# 燈凸

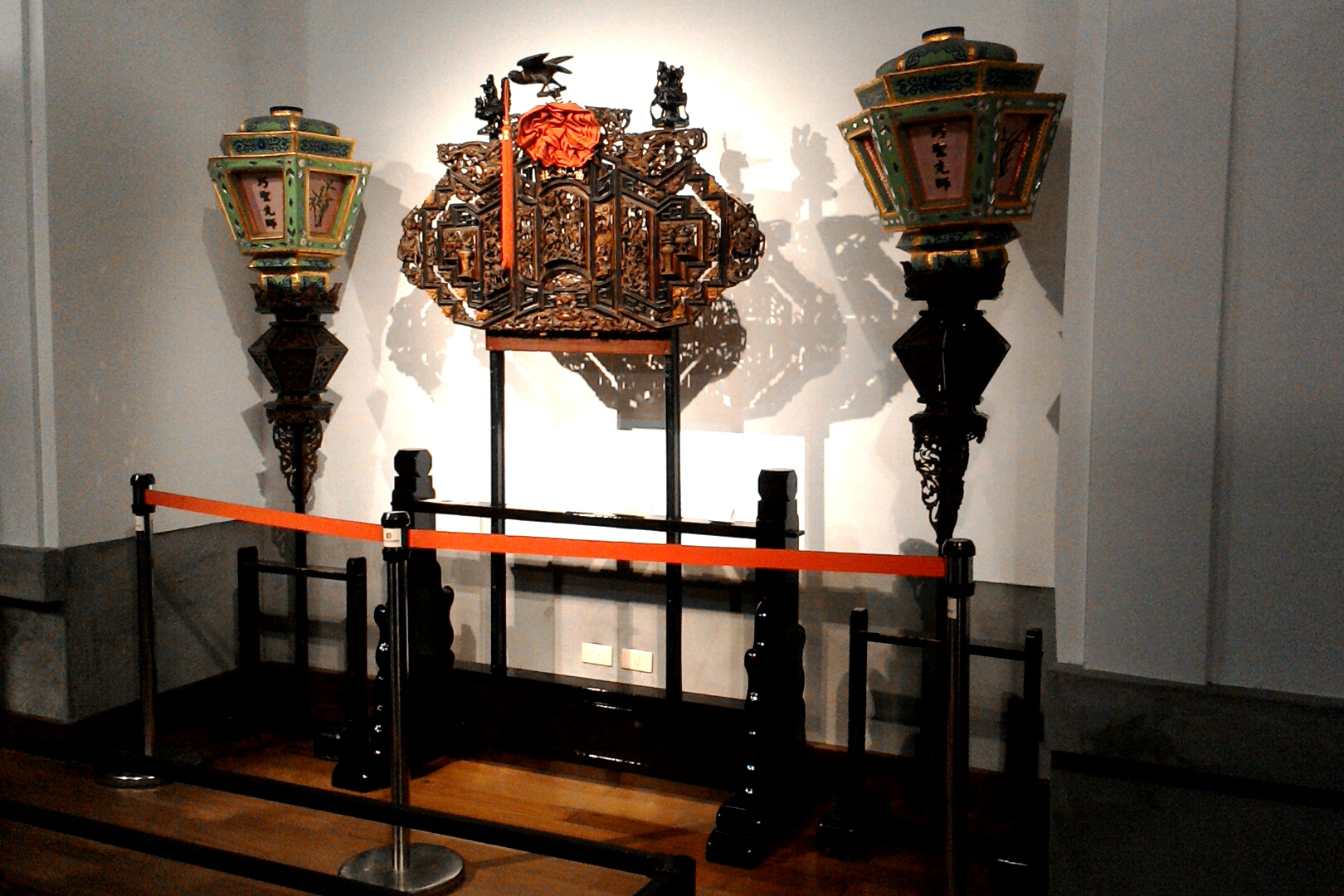
大溪武德殿內展示的彩牌與燈凸。

燈凸，又名燈托、西燈，為出陣所需之物，通常放於陣頭最前方之位置，以做為隊伍前導，有點照光明之意。其亦有為陣頭排場增添聲勢之功。